# Cinara
Cinara är ett släkte av insekter som beskrevs av Curtis 1835. Enligt Catalogue of Life ingår Cinara i familjen långrörsbladlöss, men enligt Dyntaxa är tillhörigheten istället familjen barkbladlöss.

## Bildgalleri

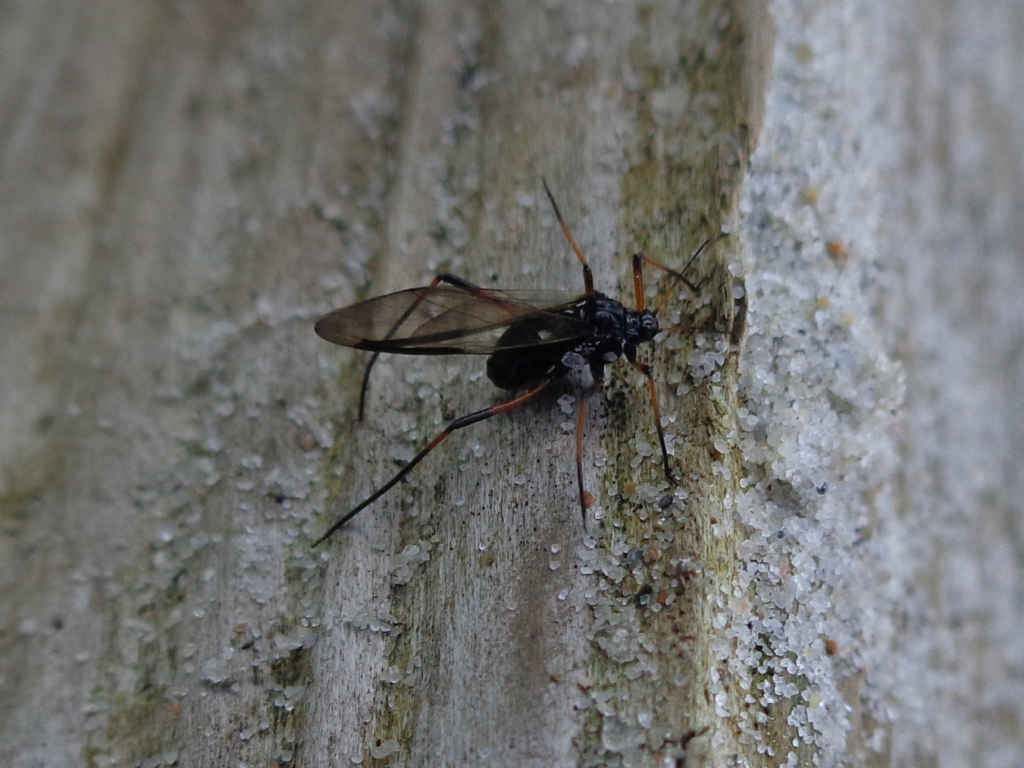
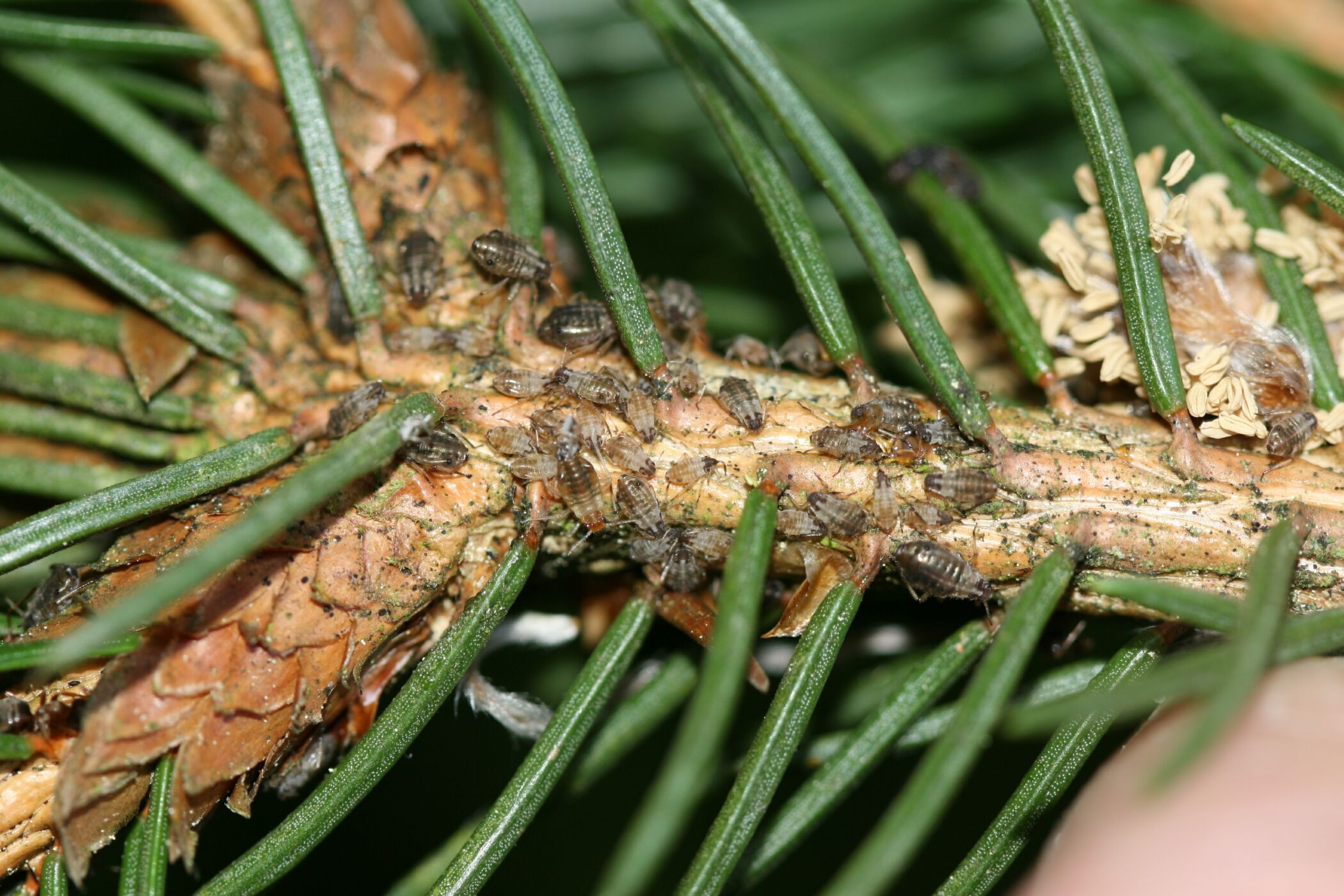
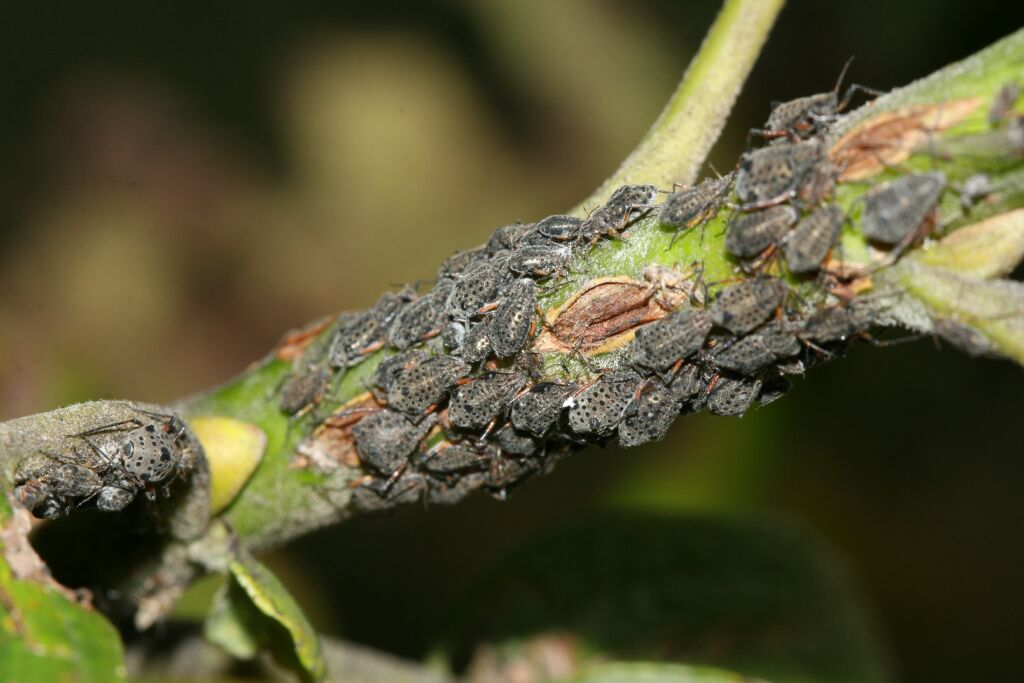
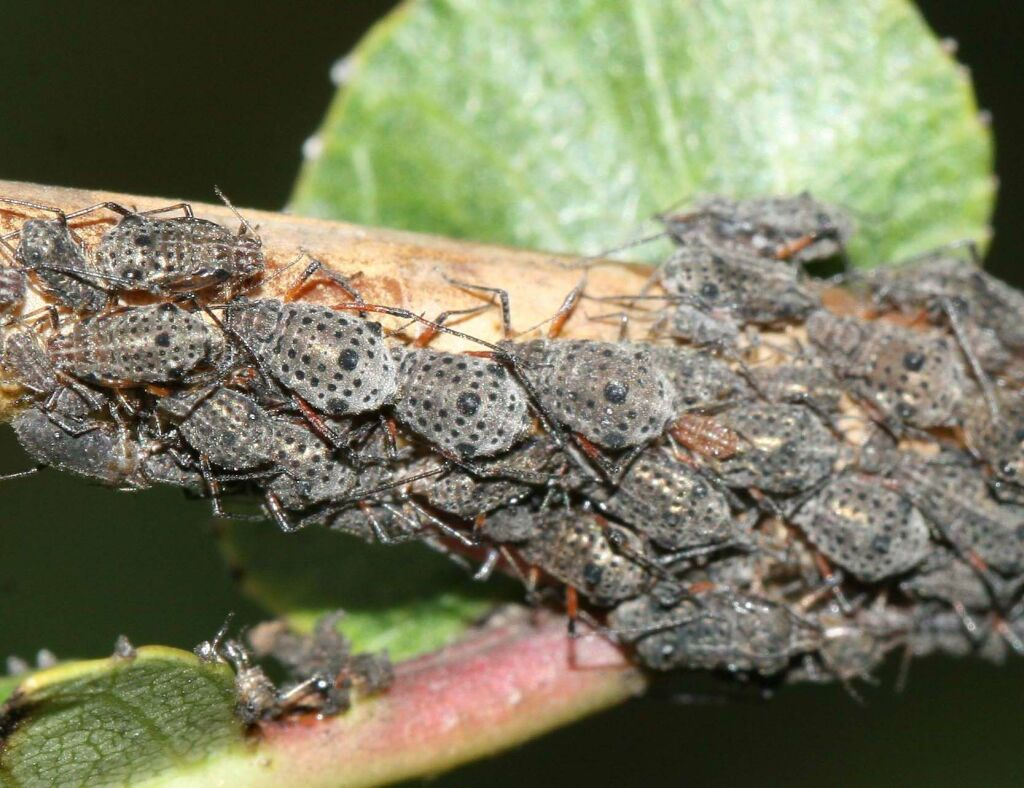

## Dottertaxa tillCinara, i alfabetisk ordning[1][2]
- Cinara abietihabitans
- Cinara abietinus
- Cinara abietis
- Cinara abietisibiricae
- Cinara abietispindrow
- Cinara acadiana
- Cinara acutirostris
- Cinara alacra
- Cinara alaskana
- Cinara alba
- Cinara anelia
- Cinara antennalis
- Cinara anzai
- Cinara apini
- Cinara arizonica
- Cinara atlantica
- Cinara atra
- Cinara atratipinivora
- Cinara atripes
- Cinara atroalbipes
- Cinara atrotibialis
- Cinara azteca
- Cinara balachowskyi
- Cinara banksiana
- Cinara bonica
- Cinara bonita
- Cinara braggii
- Cinara brauni
- Cinara brevipilosa
- Cinara brevisaeta
- Cinara brevispinosa
- Cinara bungeanae
- Cinara burrilli
- Cinara caliente
- Cinara californica
- Cinara canatra
- Cinara carnica
- Cinara caudelli
- Cinara cedri
- Cinara cembrae
- Cinara chaetorostrata
- Cinara chamberlini
- Cinara chibi
- Cinara chinookiana
- Cinara cognita
- Cinara coloradensis
- Cinara comata
- Cinara commatula
- Cinara confinis
- Cinara contortae
- Cinara costata
- Cinara covassii
- Cinara cronartii
- Cinara cuneomaculata
- Cinara cupressi
- Cinara curtihirsuta
- Cinara curvipes
- Cinara dahurica
- Cinara deodarae
- Cinara diabola
- Cinara dubia
- Cinara eastopi
- Cinara edulis
- Cinara engelmanniensis
- Cinara essigi
- Cinara etsuhoe
- Cinara ferrisi
- Cinara flexilis
- Cinara formosana
- Cinara fornacula
- Cinara fresai
- Cinara gentneri
- Cinara glabra
- Cinara glacialis
- Cinara glehna
- Cinara gracilis
- Cinara grande
- Cinara guadarramae
- Cinara gudaris
- Cinara harmonia
- Cinara hattorii
- Cinara hirsuta
- Cinara hirticula
- Cinara horii
- Cinara hottesi
- Cinara hottesis
- Cinara hylikos
- Cinara hyperophila
- Cinara idahoensis
- Cinara indica
- Cinara inscripta
- Cinara intermedia
- Cinara jucunda
- Cinara juniperensis
- Cinara juniperi
- Cinara juniperivora
- Cinara keteleeriae
- Cinara kiusa
- Cinara kochiana
- Cinara kuchea
- Cinara lachnirostris
- Cinara lalazarica
- Cinara laportei
- Cinara largirostris
- Cinara laricicola
- Cinara laricifex
- Cinara laricifoliae
- Cinara laricionis
- Cinara laricis
- Cinara longipennis
- Cinara longirostris
- Cinara louisianensis
- Cinara lyallii
- Cinara maculipes
- Cinara maghrebica
- Cinara manitobensis
- Cinara mariana
- Cinara maritimae
- Cinara matsumurana
- Cinara medispinosa
- Cinara melaina
- Cinara micropunctata
- Cinara minoripinihabitans
- Cinara minuta
- Cinara moketa
- Cinara mongolica
- Cinara montanensis
- Cinara montanesa
- Cinara montanicola
- Cinara mordvilkoi
- Cinara murrayanae
- Cinara nepticula
- Cinara neubergi
- Cinara newelli
- Cinara nigra
- Cinara nigripes
- Cinara nigrita
- Cinara nigritergi
- Cinara nimbata
- Cinara nopporensis
- Cinara nuda
- Cinara obovatae
- Cinara obscura
- Cinara occidentalis
- Cinara oregonensis
- Cinara oregoni
- Cinara orientalis
- Cinara osborni
- Cinara oxycedri
- Cinara ozawai
- Cinara pacifica
- Cinara palaestinensis
- Cinara pallidipes
- Cinara parvicornis
- Cinara paxilla
- Cinara pectinatae
- Cinara pergandei
- Cinara petersoni
- Cinara piceae
- Cinara piceicola
- Cinara picta
- Cinara pilicornis
- Cinara pilosa
- Cinara pinea
- Cinara pini
- Cinara piniarmandicola
- Cinara pinidensiflorae
- Cinara piniformosana
- Cinara pinihabitans
- Cinara pinikoraiensis
- Cinara piniphila
- Cinara piniradicis
- Cinara pinivora
- Cinara plurisensoriata
- Cinara polymorpha
- Cinara ponderosae
- Cinara pruinosa
- Cinara pseudosabinae
- Cinara pseudoschwarzii
- Cinara pseudotaxifoliae
- Cinara pseudotsugae
- Cinara puerca
- Cinara pulverulens
- Cinara pumilae
- Cinara radicivora
- Cinara rigidae
- Cinara rubicunda
- Cinara russellae
- Cinara saccharinipini
- Cinara saraswatae
- Cinara saskensis
- Cinara schimitscheki
- Cinara schuhi
- Cinara schwarzii
- Cinara sclerosa
- Cinara setosa
- Cinara setulosa
- Cinara shinjii
- Cinara sibiricae
- Cinara similis
- Cinara sitchensis
- Cinara smaragdina
- Cinara smolandiae
- Cinara solitaria
- Cinara sonata
- Cinara soplada
- Cinara sorini
- Cinara spiculosa
- Cinara splendens
- Cinara strobi
- Cinara subapicula
- Cinara subterranea
- Cinara taedae
- Cinara taiwana
- Cinara tanneri
- Cinara tenuipes
- Cinara terminalis
- Cinara thatcheri
- Cinara thunbergii
- Cinara tibetapini
- Cinara tistaensis
- Cinara todocola
- Cinara togyuensis
- Cinara tonaluca
- Cinara tsugae
- Cinara tujafilina
- Cinara utahensis
- Cinara vagabunda
- Cinara wahhaca
- Cinara wahluca
- Cinara wahsugae
- Cinara wahtolca
- Cinara vandykei
- Cinara wanepae
- Cinara watanabei
- Cinara watsoni
- Cinara westi
- Cinara villosa
- Cinara xylophila
- Cinara yukona
- Cinara zoarcbursara